# Oddmund Jensen
Oddmund Ingvald Jensen (* 26. September 1928 in Sørfold; † 6. März 2011 in Lillehammer) war ein norwegischer Skilangläufer.

## Werdegang
Jensen, der für den Alvdal IL und den Lillehammer Skiklub startete, belegte bei den Olympischen Winterspielen 1956 in Cortina d’Ampezzo den 17. Platz über 30 km und den 14. Rang über 50 km. Bei den Nordische Skiweltmeisterschaften im März 1958 in Lahti lief er auf den 24. Platz über 15 km, auf den 22. Rang über 30 km und auf den vierten Platz mit der Staffel. Im folgenden Jahr wurde er bei den Svenska Skidspelen Dritter mit der Staffel und im Jahr 1960 Zweiter beim Holmenkollen Skifestival im 50-km-Lauf. Bei den Olympischen Winterspielen 1960 in Squaw Valley kam er auf den 11. Platz über 50 km und auf den zehnten Rang über 30 km. Ende Februar 1962 errang er bei den Nordische Skiweltmeisterschaften in Zakopane den 15. Platz über 50 km. Im Jahr 1964 belegte er bei den Svenska Skidspelen den zweiten Platz mit der Staffel. Bei norwegischen Meisterschaften erreichte er jeweils viermal den zweiten und dritten Platz und siegte im Jahr 1959 im Lauf über 50 km und 1958 und 1959 mit der Staffel von Alvdal IL. Zudem gewann er fünfmal das Birkebeinerrennet (1955, 1957, 1958, 1962, 1965). Nach seiner Karriere war er von 1964 bis 1978 Trainer der norwegischen Skilanglaufnationalmannschaft.